# Hypogastrura burkilli
Hypogastrura burkilli is een springstaartensoort uit de familie van de Hypogastruridae. De wetenschappelijke naam van de soort is voor het eerst geldig gepubliceerd in 1940 door Bagnall.